# Ihtiofaună
Ihtiofauna reprezintă totalitatea peștilor dintr-un bazin de apă (lac, râu, mare, ocean), dintr-o regiune geografică sau care au trăit într-o anumită perioadă a istoriei Terrei. Ihtiofauna zonei ecuatoriale este mai abundentă și se caracterizează printr-o diversitate mai mare decât ihtiofauna zonei polare.

## Sursă
Enciclopedia sovietică moldovenească, vol. 3, pag. 137, Chișinău, 1972.